# Maddi Barber
Maddi Barber Gutiérrez (Lacabe, Navarra, 23 de agosto de 1988) es una directora de cine.

## Biografía
Maddi Barber nació en 1988 en la localidad navarra de Lacabe. Se licenció en Comunicación Audiovisual en la Universidad del País Vasco e hizo un máster en  Antropología Visual en the Granada Centre de la Universidad de Mánchester. En 2015 fue invitada a participar en Zinergentziak #15, impulsado por Territorios y Fronteras y el festival Zinebi, donde codirigió el largometraje colectivo Distantziak. En 2018, realizó el cortometraje Yours Truly con Christopher Murray y Charlotte Hoskins donde se sigue el camino recorrido por las piezas taxidérmicas incorporadas a la colección del Museo de Mánchester durante los siglos XIX y XX. Este trabajo participó en el Festival de Cine Documental Punto de Vista de Pamplona. Como directora, guionista y coproductora presentó su película, 592 metroz goiti en 2018 en el festival Visions du Réel en Nyon, Suiza y ha sido seleccionado en el catálogo Kimuak 2018.
En el Festival Internacional de Cine de San Sebastián de 2018, presentó el cortometraje 592 metroz goiti, un documental filmado en las laderas del Pirineo navarro donde una presa en el pantano de Itoiz inundó siete pueblos y tres reservas naturales. En 2019, estrenó en el mismo festival en la sección Zabaltegi-Tabakalera, la película Urpean lurra donde retoma con material de archivo la vigencia de la lucha contra la construcción del embalse de Itoiz acercándose a los sueños y emociones de las personas que vivieron en este paisaje y las movilizaciones en contra de las obras.

## Obras
- Distantziak, 2015
- Yours Truly, 2018
- 592 metroz goiti, 2018
- Urpean lurra, 2019[7][8]

## Premios
- 2019: 592 metroz goiti, candidatura a los cortometraje documental de los Premios Goya
- 2019: Edición del Festival Internacional de mediometrajes La Cabina de Valencia con Urpean lurra.
- 2018: Festival Alcances. Mención Especial por 592 Metros[9]
- Festival L´Alternativa. Sección Oficial por Urpean Lurra
- 2018: El Premio Penínsulas en el Curtocircuíto – Festival Internacional de Cine de Santiago de Compostela por Urpean Lurra.[10][11]
- Visions du Reel. Seleccionado por 592 Metros.